# Igreja de São Pedro (Ponta Delgada)

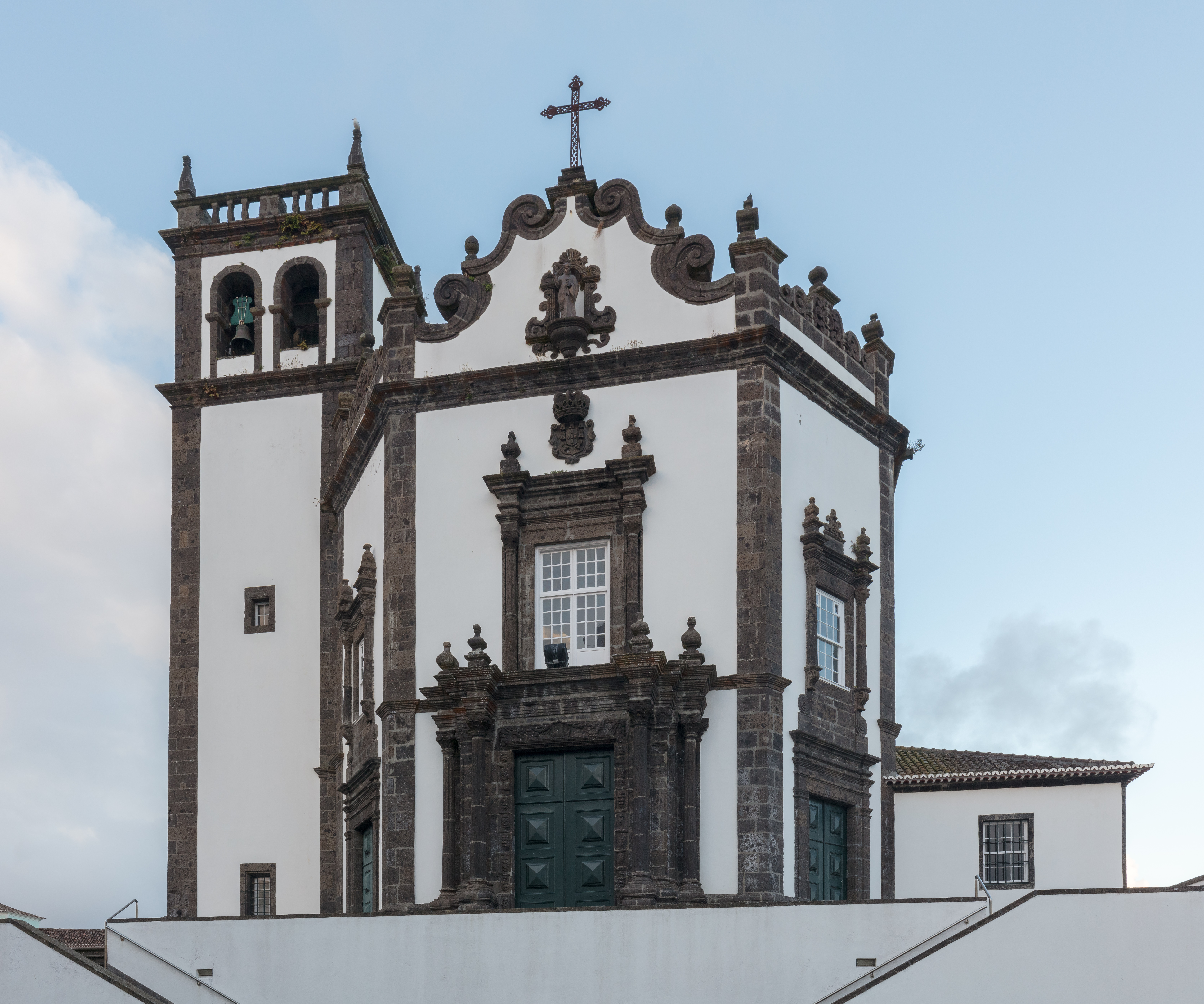
Igreja de São Pedro, Ponta Delgada.

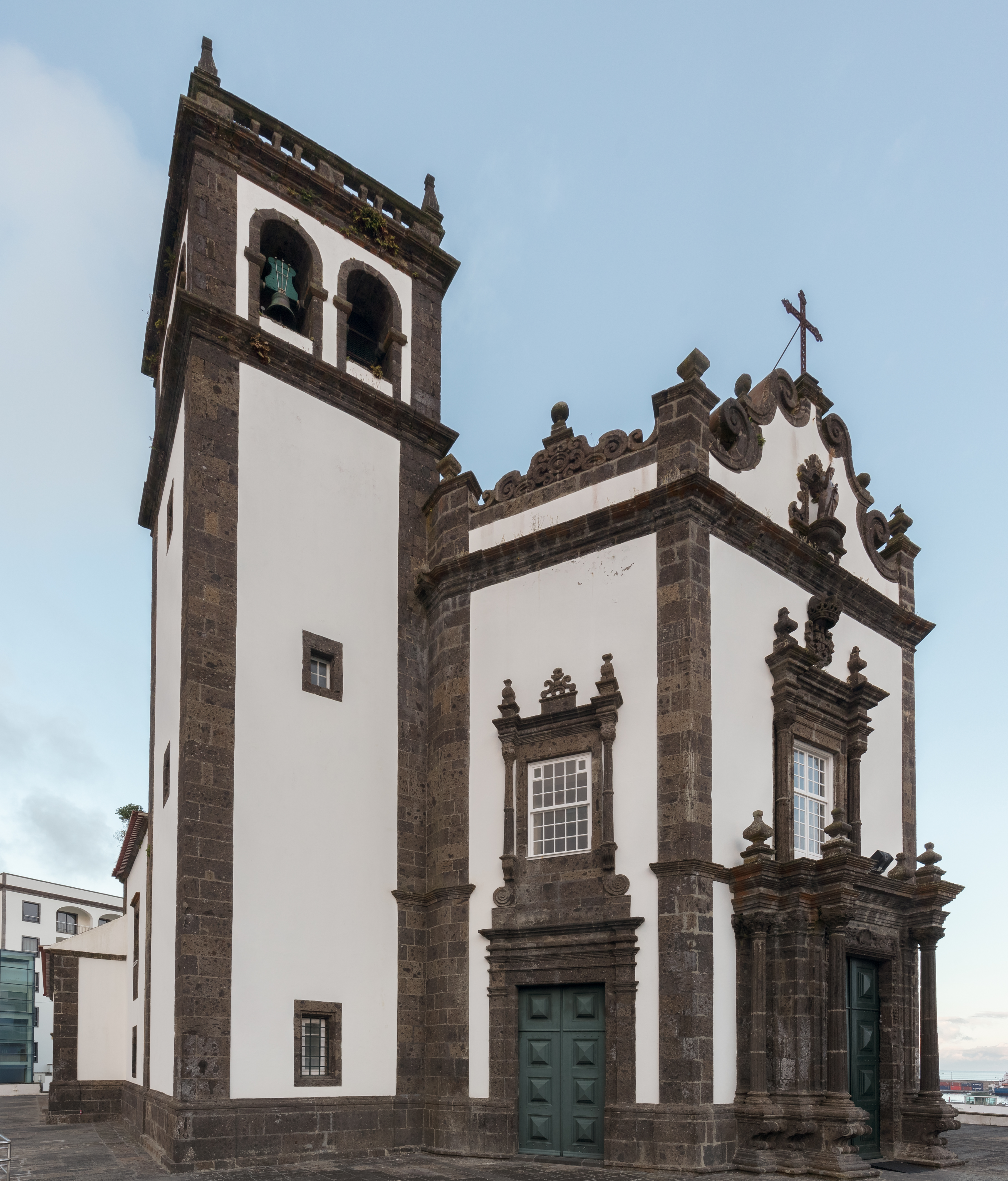
Igreja de São Pedro, Ponta Delgada: alçado lateral.

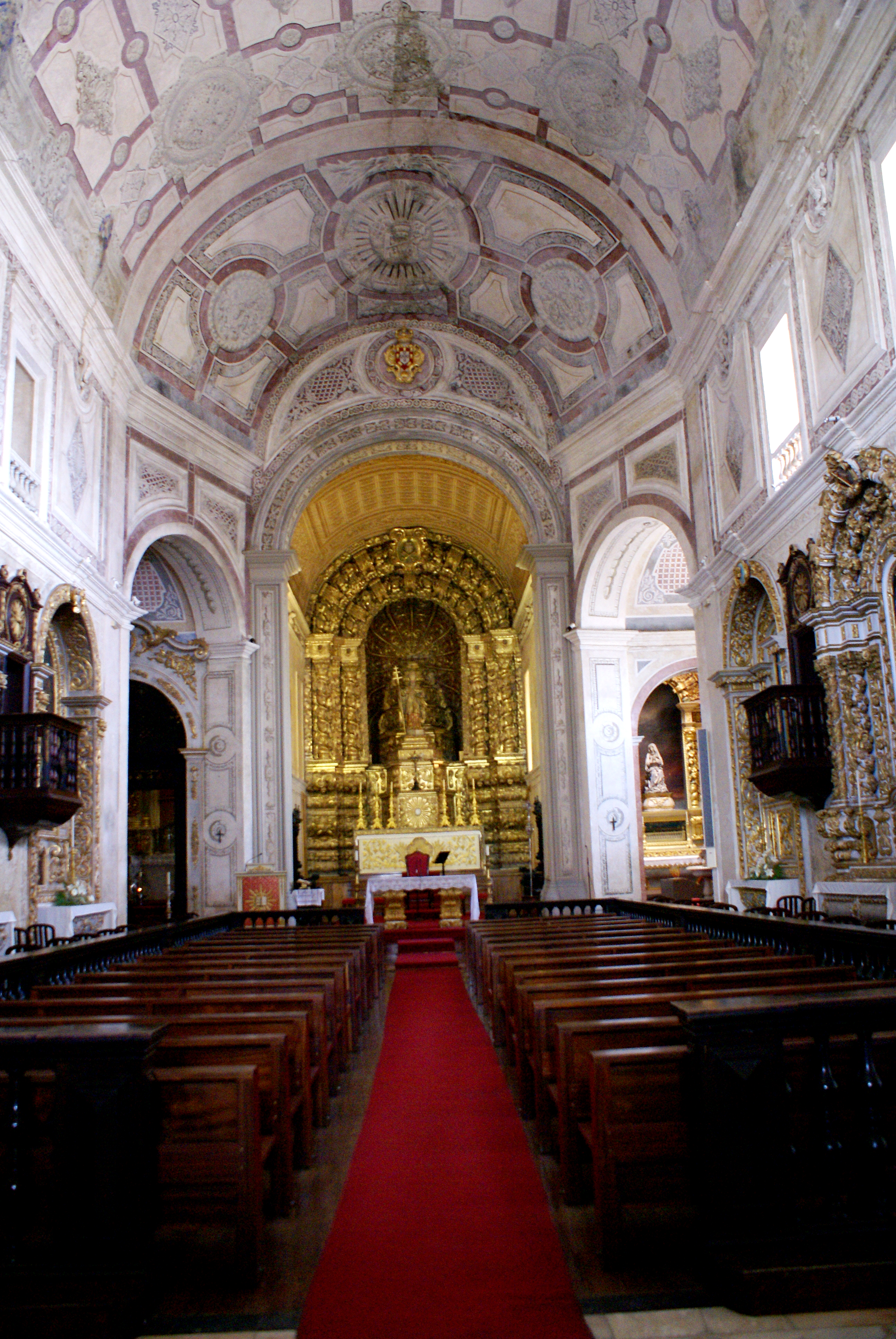
Igreja de São Pedro, nave.

A Igreja de São Pedro localiza-se no centro histórico da cidade e concelho de Ponta Delgada, na ilha de São Miguel, nos Açores.

## História
De acordo com Bernardino José de Senna Freitas, a igreja remonta a um primitivo templo a sob a invocação de São Pedro, que terá sido edificado por volta de 1418. É impossível fixar-se a data precisa por falta de documentação conhecida. As referências mais antigas relativas a esse templo datam de 1670, sabendo-se, no entanto, que a sua reedificação se efectuara 54 anos antes, estando as obras concluídas em 1645.
Conjugando as informações de Senna Freitas com as do cronista Gaspar Frutuoso, conclui-se que as obras foram muito demoradas. Durante esse período, o Santíssimo Sacramento esteve abrigado na igreja do Convento da Graça, nas imediações.
D. João IV de Portugal contribuiu para esses trabalhos com importantes donativos, sobretudo para o altar-mor, tendo oferecido também um sino o qual ainda recentemente existia na sua torre, tendo gravado a data de 1643.
O regresso do Santíssimo Sacramento fez-se no dia 25 de junho de 1645, com uma procissão.
Em 1681, parte da igreja e a torre encontravam-se arruinadas. Por esse motivo, e ainda devido ao crescimento da população da freguesia, solicitou-se auxílio ao monarca para a reedificação da igreja, o qual só chegou em 1733. Nesse período o templo adquiriu a sua atual conformação, com traça típica do barroco micaelense, com intrincados portais lintéis lavrados em basalto e ignimbrito. Como as anteriores, as obras levaram muito tempo a ser concluídas: apenas no reinado de D. Maria I a capela-mor recebeu a douração de sua talha.
Considerado um dos mais belos edifícios da arquitectura religiosa barroca no arquipélago, encontra-se classificada como Imóvel de Interesse Público pela Resolução nº 64/84, de 30 de abril, do conselho do Governo Regional dos Açores.

## Características
O templo apresenta nave única com tetos pintados e altar-mor em talha dourada. Encontra-se decorado com estátuas dos séculos XVII e XVIII, destacando-se ainda a pintura "O Pentecostes" de autoria de Pedro Alexandrino de Carvalho.